# Gà tây trắng Midget
Gà tây Midget White là một giống gà tây nhà có tên được đặt theo đặc điểm là chúng bộ lông trắng và tầm vóc nhỏ. Loài này là loại gà tây tiêu chuẩn có kích thước nhỏ nhất, và với trọng lượng của gà trống 13 lbs và gà mái nằm trong khoảng 8 đến 10 lb, chỉ nặng hơn một chút so với những con gà lớn nhất.
Là một giống gà tây bảo tồn hiếm có, gà tây trắng Midget được phân loại là "Nguy cấp" bởi Bảo tồn giống vật nuôi Mỹ. Giống gà tây cũng được bao gồm trong Hòm khẩu vị, một danh mục các loại thực phẩm có nguy cơ tuyệt chủng của tổ chức Slow Food.
Gà tây trắng Midget đôi khi được thể hiện trong cùng một lớp với Gà tây trắng nhỏ Beltsville, nhưng thực tế, các loài gà này được lai tạo từ những dòng khác nhau, chủ yếu là gà tây thương mại màu trắng và Gà tây Royal Palm. Là một giống mới trong số các giống gà tây, ban đầu nó được phát triển vào những năm 1960 bởi Tiến sĩ J. Robert Smyth tại Đại học Massachusetts Amherst như là một loại gà tây Breast Wide kích thước nhỏ. Nhu cầu dự đoán này không bao giờ thực sự trở thành hiện thực và cùng với các giống quý hiếm khác, gà tây trắng Midget dần bị loại trừ. Loài gà tây này tương đối thân thiện và đặc biệt thích hợp để được nuôi trên các trang trại nhỏ và trên một trại nhỏ.
BBC báo cáo vào năm 2014 rằng gà tây trắng Midget được cho là tuyệt chủng cho đến khi khoảng 90 trong số chúng được tìm thấy ở Alabama.